# چنگیز مهدی‌پور
چنگیز مهدی‌ پور (زاده ۶ فروردین ۱۳۴۲ در روستای شیخ حسینلو، شهرستان خداآفرین) یکی از نوازندگان حرفه ای ساز قوپوز است. 

## زندگی‌نامه
مهدی‌پور در سال ۱۳۴۲ در روستای شیخ حسینلو از توابع شهرستان کلیبر به دنیا آمد. وی از کودکی شیفته موسیقی بود و از محضر عمویش آشیق عین‌اللّه- که از اساتید معروف آن دیار بود بهره جست و با ساز قوپوز آشنا گردید. عاشیق چنگیز مهدی‌پور در سال ۱۳۵۶ در تهران به یادگیری فنون موسیقی ادامه داد و چندین سال به فراگیری نغمات موسیقی آذربایجانی و هنر عاشیقی پرداخت. او همچنین از تکنیکهای جذاب حسین اسدی در نوازندگی قوپوز بهره جست. در سال ۱۳۶۲ در تهران در آموزشگاه موسیقی چنگ با فراگیری نتهای موسیقی به گردآوری، تحقیق و تألیف قطعات نت‌نویسی شده پرداخت. چنگیز در سال ۱۳۶۸ به تبریز بازگشت و در محضر یحیی اسماعیل‌زاده تئوری موسیقی را فراگرفت.

## مقام هنری
لیستی از تقدیرهایی که که از مهدی‌پور صورت گرفته‌است.
- شرکت در جشنواره موسیقی فجر و کسب دیپلم افتخار و لوح زرین در سال ۱۳۷۰.
- شرکت در جشنواره موسیقی فجر و کسب مقام برتر تکنوازی در سال ۱۳۷۴.
- دریافت دیپلم افتخار از فستیوال موسیقی بین‌المللی فولکوریک جهانی در کشور اسپانیا در سال ۱۳۷۳.
- دریافت دیپلم افتخار از فستیوال کشور و عنوان تکنواز برگزیده در سال ۱۳۷۶.
- دریافت لوح تقدیر بهترین آهنگ ساز از طرف داوران دهمین جشنواره کشوری تولیدات رادیو و تلویزیون در سال ۱۳۸۱.
- دریافت دیپلم افتخار از فستیوال موسیقی بین‌المللی فولکلوریک و جشنواره فیتور.
- اخذ نشان درجه یک هنری (معادل دکتری) در رشته موسیقی (نوازندگی قوپوز) از شورای ارزشیابی هنرمندان کشور وابسته به وزارت فرهنگ و ارشاد اسلامی.

## آثار چنگیز مهدی‌پور
چنگیز دو کتاب در زمینه موسیقی عاشیقی تألیف کرده‌است؛ آشیق هاوالاری و مکتب قوپوز.